# Christian Jougla
Pour les articles homonymes, voir Jougla.
Christian Jougla (en occitan Cristian Joglar) est un écrivain français né à Gabian (Hérault) le 15 avril 1938.
Ancien viticulteur languedocien, il est l'auteur de romans, nouvelles et recueil de nouvelles,,, fantastiques,,, genre gothique, en langue française accompagnée d'expressions occitanes avec leur traduction,.
Il est président du Cercle occitan de Gabian — (oc) Cercle occitan gabianenc — depuis sa création en 1998.
Homme de théâtre, il anime le Théâtre des Ateliers de la Thongue — (oc) Teatre des Talhièrs de la Tonga — créé en 2005 pour la promotion de la culture occitano-française et privilégiant la création de spectacles vivants,, .

## Œuvres

### Romans
- Christian Jougla, Mandorgues[12],[13],[8],[3],[14], Clermont-l'Hérault, Ateliers de la licorne[N 1],[12],[3],[16], coll. « XVIIIe – XIXe siècle », 2002, 357 p., texte imprimé, monographie, couv. ill. en coul. ; 21 cm (ISBN 2-912670-12-8 et 9782912670120, OCLC 469452401, BNF 38890172)

- L'abîme[17]  (préf. Jean-Claude Pastor), Clermont-l'Hérault, Ateliers de la licorne[N 1],[12],[3], coll. « Infini », 2007, 274 p., texte imprimé, monographie, 1 vol.: couv. ill. en coul. ; 21 cm (ISBN 2-912670-16-0 et 9782912670168, ISSN 1286-9880, OCLC 470933734, BNF 41146639)

- Christian Jougla, Sortilège (préface Jonas Lenn), Aiglepierre, La Clef d'Argent, coll. "FiKhThOn, 2016, 394 p., texte imprimé, monographie, couv. ill. en coul. ; 17,5 cm  (ISBN 9791090662346), ISSN 2100-4161)[18].

### Nouvelles
- Christian Jougla, Chants d'automne : le marais, Clermont-l'Hérault, Ateliers de la licorne[N 1],[12],[3], coll. « Infini », 2003, 57 p., texte imprimé, monographie, couv. ill. en coul. ; 21 cm (ISBN 2-912670-14-4 et 9782912670144, ISSN 1286-9880, OCLC 469959549, BNF 39019814)
- Christian Jougla, Chants d'automne : le manuscrit, Clermont-l'Hérault, Ateliers de la licorne[N 1],[12],[3], coll. « Infini », 2004, 57 p., texte imprimé, monographie, couv. ill. en coul. ; 21 cm (ISBN 2-912670-11-X et 9782912670113, ISSN 1286-9880, OCLC 470451848, BNF 39166006)

### Recueil de nouvelles
- Christian Jougla (auteur) et Daniel Lafont (révision de la traduction des termes occitans), Chants d'automne : nouvelles, Aiglepierre, la Clef d'Argent, coll. « KholekTh », 2012, 287 p., texte imprimé, monographie, 1 vol. : couv. ill. en coul. ; 18 cm (ISBN 979-10-90662-09-4, ISSN 1962-6142, OCLC 816722378, BNF 42771221)

### Autres auteurs
- Jacqueline Mourret et Hélène Dierstein, La médiation familiale, une culture de paix ou Méditation sur la médiation familiale : la médiation familiale en pratique judiciaire, contribution à l'année internationale de la famille et à son suivi, Clermont-L'Hérault, Ateliers de la licorne[N 1], coll. « Regards d'aujourd'hui », 1er janvier 1996, 165 p., texte imprimé, monographie, 21 cm (ISBN 2-9508226-6-5 et 9782950822666, ISSN 1270-9697, OCLC 467936822, BNF 37020366, présentation en ligne)

## Commémoration de la Guerre de 14-18
Lors de la commémoration des cent ans de la Guerre de 14-18, en juillet 2014, la médiathèque municipale de Laurens a organisé une exposition d'objets et documents de cette période. L'Office national des anciens combattants et victimes de guerre de Montpellier a pris part à cet évènement en confiant à la médiathèque une exposition à caractère pédagogique. « Christian Jougla, écrivain, homme de théâtre et occitaniste originaire de Gabian, a prêté sa voix pour lire à tous quelques lettres écrites par des Poilus. », .

### Travaux universitaires
- [UPRES-A CNRS 6065] Salih Akin, Noms et re-noms : la dénomination des personnes, des populations, des langues et des territoires, Mont-Saint-Aignan, publications de l'université de Rouen, PUR-CNRS, coll. « Dyalang » (no 272), 1999 (réimpr. 2000 (OCLC 708533533)), 287 p., couv. ill. ; 24 cm (ISBN 2-87775-272-0 et 9782877752725, ISSN 1292-1211, BNF 37181145, présentation en ligne, lire en ligne), p. 254  « (...) un habitant occitanophone, Christian Jougla ... » : « Les pratiques de dénomination et de redénomination des personnes, des populations, des lieux et des langues, qui connaissent d'importants déplacements au fil des activités humaines, sont un objet de recherche privilégié pour les sciences du langage. Comment analyser ces phénomènes langagiers, avec quel outil conceptuel, quelles démarches méthodologiques ? L'approche linguistique de la dénomination se limite généralement à décrire une relation fondamentale qui établit un lien référentiel stable entre les signes et les objets, sans tenir compte des facteurs sociaux qui régissent cette opération. Les contributions regroupées dans ce volume exposent une approche transdisciplinaire de la dénomination qui intègre la dimension sociolangagière de cette opération linguistique. Ce qui permet alors de rendre compte à la fois de ce qui, sur le plan linguistique, relève de la mise en relation des noms et des objets et des facteurs socioculturels et langagiers, déterminant la création et le changement des noms. »

### Harvard
1. 1 2 3  Jougla 2012
2. 1 2 3  Akin 1999, p. 254
3. 1 2 3  Mourret et Dierstein 1996
4. 1 2 3 4 5  Jougla 2002
5. ↑  Jougla 2007